# Cyosoprocta auriceps
Cyosoprocta auriceps là một loài ruồi trong họ Tachinidae.